# 5 Batalion Strzelców (1939)
5 Batalion Strzelców (5 bs) – oddział piechoty Wojska Polskiego II RP, nieistniejący w czasie pokoju.

## Mobilizacja
5 batalion strzelców został sformowany w dniach 24–25 sierpnia 1939 r. w ramach mobilizacji alarmowej w grupie zielonej w czasie Z+30 w Działdowie. Sformowanie 5 batalionu strzelców nastąpiło poprzez przemianowanie pokojowego III batalionu 32 pułku piechoty i następnie zmobilizowanie go do etatu wojennego według organizacji wojennej L.3002/mob.org.. Po zmobilizowaniu 5 batalion strzelców został 25 sierpnia podporządkowany dowódcy Nowogródzkiej Brygady Kawalerii gen. bryg. Władysławowi Andersowi. Nadwyżki osobowe i sprzętowe pod dowództwem kpt. Jana Grizani zostały przekazane do Oddziały Zbierania Nadwyżek 32 pp w Modlinie. W ramach Ośrodka Oporu Działdowo bronił swojego garnizonowego miasta, wraz z I Mazurskim batalionem Obrony Narodowej. Zajmował rejon obrony na wysuniętym wschodnim skrzydle brygady. Zadaniem obu batalionów była obrona Działdowa, a następnie osłona i opóźnianie natarcia niemieckiego na zachodnie skrzydło pozycji mławskiej bronionej przez 20 Dywizję Piechoty. Pomiędzy stanowiskami ośrodka oporu Działdowo, a stanowiskami obronnymi 20 DP była luka o szerokości 12–15 km, patrolowana od 1 września przez kawalerię. Miasto było częściowo ufortyfikowane, wykonano zalewy oraz drogę odwrotową z okrąglaków przez bagna i tereny podmokłe. Batalion zajął stanowiska obronne pomiędzy wsiami Klęczkowo i Malinowo. Wszystkie drogi kołowe i kolejowe wokół Działdowa były pod kontrolą.

## 5 bs w kampanii wrześniowej

### Działania bojowe

#### Udział w bitwie pod Mławą
1 września wojska niemieckie odcięły w luce drogę kołową i kolejową pomiędzy Działdowem, a Mławą. 1 września o godz. 8.00 dowódca batalionu wysłał na przedpole rejonu obrony zwiad konny z dowódcą plutonu zwiadowców. Podczas patrolu zwiad został rozbity pomiędzy wsiami Filice i Burkat, przez dywersantów. Ocalało jedynie trzech żołnierzy z dowódcą plutonu. 5 bs miał wysunięte pododdziały, w tym placówkę 1000 m na północ od miasta w rejonie wzg. 203 w sile IV plutonu ckm na taczankach i plutonu strzeleckiego pod dowództwem ppor. rez. Andrzeja Ziółkowskiego. O godz. 13.00 placówka skutecznie zlikwidowała niemiecki patrol motocyklowy przed wsią Komorniki. O godz. 17.00 placówka została zaatakowana przez oddział piechoty w sile ok. batalionu ze wsparciem artylerii i broni maszynowej. Natarcie niemieckie zostało załamane w ogniu broni maszynowej placówki z bliskiej odległości. Podczas ostrzału artylerii niemieckiej załoga placówki ze wzg. 203 wycofała się niepostrzeżenie, nieprzyjaciel przez dłuższy czas ostrzeliwał wzgórze. Po ostrzale artylerii ponowił natarcie, zajmując opuszczone wzgórze. Na główną linie obrony batalionu do wieczora nie prowadzono już natarcia. Na rozkaz dowódcy Nowogródzkiej BK oba bataliony o północy wycofały się z Działdowa. 5 bs wycofał się dwoma kolumnami: pierwszą poprzez Księży Dwór, Prusinowo, Gnojno do Łążka oraz drugą poprzez Kurki, Rywoczyny, Petrykozy. Do godz. 3.00 2 września 5 bs zajął obronę pomiędzy Gnojnem, a Łążkiem na zachód od Petrykóz z kierunkiem ostrzału na Rywoczyny. 5 bs wraz z I Mazurskim batalionem ON od rana 2 września podlegał dowódcy 20 DP, stanowił odwód dowódcy dywizji, tego dnia nie brał udziału w walce. 3 września ze względu na niepomyślną sytuacja na wschodnim skrzydle 20 DP, 5 bs otrzymał w ciągu dnia rozkaz przegrupowania się poprzez Krępa, Lewiczyn, Łomie, Modłę do Szydłowa, gdzie zajął rejon obrony z kierunkami od Mławy i Nosarzewa. Marsz odbył się pod ostrzałem ciężkiej artylerii niemieckiej i kolumna batalionu stała się obiektem ataków lotnictwa niemieckiego. Rejon obrony batalion zajął o godz. 18.30. Po zaledwie dwugodzinnym odpoczynku 5 bs został rzucony do natarcia wzdłuż osi Szydłowo-Grudusk. Po przejściu ok. 10 km w rozwiniętych szykach batalion nie uzyskał styczności bojowej z nieprzyjacielem, zawrócony dotarł o świcie 4 września na poprzednie stanowiska w rejonie Szydłowa. Od świtu 4 września batalion wszedł w skład Oddziału Wydzielonego mjr Kazimierza Zuske, dowódcy II batalionu 79 pułku piechoty, który miał wspólnie, w porozumieniu z 8 Dywizją Piechoty wykonać natarcie na oddziały niemieckie wdzierające się na prawe skrzydło obrony 20 DP lub te natarcie ubezpieczać. Odpoczywający rano 5 bs podczas śniadania został zbombardowany w Szydłowie i jego pobliżu. Batalion poniósł znaczne straty osobowe, w koniach, w sprzęcie oraz uzbrojeniu. Uległ panice i rozproszył się. Po zebraniu częściowo rozproszonego batalionu, o godz.10.00 zajął obronę w Wyszynach i Woli Szydłowskiej, mając wysuniętą w Szydłowie placówkę w składzie: pluton kolarzy 79 pp wzmocniony IV plutonem ckm na taczankach 5 bs. Placówka broniła mostu i linii rzeki Giedniówki. W godz. 9.00-10.00 prowadziła walkę ogniowa z niemieckimi oddziałami wchodzącymi do Szydłowa. Następnie po ściągnięciu placówki 5 bs udał się marszem poprzez Wyszyny, Strzegowo do Dreglina, gdzie z powodu wyczerpania i głodu zatrzymano się w lesie. 

#### Na drogach odwrotu
Po przeczekaniu do wieczora w lesie, z uwagi na naloty niemieckiego lotnictwa. Nocą 4/5 września 5 bs wyruszył marszem poprzez Raciąż, Drobin, do Płocka wspólnie z I Mazurskim batalionem ON. 5 batalion strzelców dotarł do Płocka w bardzo uszczuplonym składzie, zachowując prawie całą swoją broń ciężką. Niewielka część żołnierzy pomaszerowała bezpośrednio do Modlina, częściowo w późniejszych dniach dołączyła nad Narwią w rejonie Nowego Dworu do batalionu. Batalion po przejściu Wisły przez most w Płocku pomaszerował do miejsca koncentracji 20 DP w rejonie Brochowa na południe od Wyszogrodu, zajął rejon Młodziszyna. W Młodziszynie 8 września 5 bs został zbombardowany, gdzie poniósł dotkliwe straty, poległo 10 żołnierzy wśród nich kpt. Oskar Juliusz Fink, a 11 zostało rannych wśród nich ppor. rez. Karol Laskowski i ppor. Sargalski. 8 września 5 bs przeszedł przez Puszczę Kampinoską i most w na Wiśle w Modlinie i Nowym Dworze Mazowieckim. Część plutonów z 5 bs w sile ok. 400 żołnierzy dotarła w rejon Wieliszewa, pod dowództwem kpt. Wacława Komorka wraz z taborem żywnościowym, gdzie zbierał się I Mazurski batalion ON od 9 września. 10 września rozkazem Naczelnego Wodza Nowogródzka BK przeszła z okolic Nowego Dworu przez Jabłonnę, Legionowo do Wiązownej. Dowódca 5 batalionu strzelców, wobec nie skoncentrowania całego batalionu w zamieszaniu nie powiadomił wszystkich zbierających się pododdziałów i odmaszerował z częścią 5 bs do Rembertowa, a dalej w ślad za brygadą do Wiązowny i dalej na wschód. Pozostała część 5 bs włączyła się do walk na linii Bugo-Narwi w rejonie dworu Poniatów, Skrzeszew 13 września kontratakując oddziały niemieckiej 32 DP, które uchwyciły przyczółek w rejonie Dębego. W trakcie walk poległo wielu żołnierzy 5 bs, wśród nich kpt. Stanisław Konstanty Sadkowski, sierż. Stanisław Kołodziejczyk, rannych zostało również wielu żołnierzy batalionu. Doszło do rozdzielenia się 5 batalionu strzelców. Na podstawie rozkazu dowódcy Armii „Warszawa”, GO gen. Zulaufa wycofała się z linii Narwi nocą 13/14 września do Warszawy, pozostałość 5 bs pomaszerowała wraz z nią do Warszawy.

#### W obronie Warszawy
W nocy 13/14 września z oddziałami 20 DP do Warszawy wycofały się niektóre osłabione w walkach plutony 5 batalionu strzelców razem ok. 300 żołnierzy. Dowódca 5 bs mjr Piotr Perucki z pozostałymi plutonami pomaszerował do Wiązowni i dalej na południe wraz z Grupą Operacyjną Kawalerii gen. bryg. Władysława Andersa. Plutony 5 bs weszły w skład formowanego przez mjr. Wacława Kuczajowskiego kombinowanego batalionu piechoty, następnie do III batalionu 205 pułku piechoty, któremu przydzielono na Odcinek Warszawa „Wschód” (Praga) pododcinka południowego, sektora „Utrata”. Z barku części dowódców wyznaczono nowych oficerów. Dowódcami pozostałości 5 bs w kombinowanym batalionie piechoty byli:
- dowódca kompanii strzeleckiej z 5 bs - ppor. rez. Stanisław Kulisa lub por. rez. Szczepan Kochanowski
  - dowódca I plutonu - ppor. rez. Władysław Pogorzelski
  - dowódca II plutonu - ppor. rez. Florian Stanisław Witczak
  - dowódca III plutonu - ppor. rez. Leon Kuncewicz

Kompania ckm 5 bs została pododdziałem dyspozycyjnym dowódcy 20 DP i w skład batalionu kombinowanego nie weszła.
- dowódca kompanii ckm z 5 bs - ppor. Henryk Wiktor Arcimowicz
  - dowódca I plutonu - ppor. rez. Stanisław Henryk Buczek
  - dowódca II plutonu - por. Franciszek Skwarczyk.

16 września kombinowany batalion piechoty mjr. Kuczajowskiego, obsadził pierwszą linię obrony sektora Utrata, skrzyżowanie torów kolejowych przy ul. Podskarbińskiej.16 września na rozkaz dowódcy pododcinka południowo-wschodniego, kombinowany batalion piechoty wykonał natarcie z rejonu Utraty, poprzez kompleks domów na wschód od ul. Podskarbińskiej do Witolina, natarcie batalionu zostało powstrzymane przez pododdziały niemieckie silnym ogniem ckm i artylerii. 17 i 18 września artyleria niemiecka ostrzeliwała szczególnie mocno teren Warszawy. W nocy 17/18 września batalion kombinowany odparł natarcie niemieckiej piechoty na Utracie. 20 września od godz. 11.30 na pozycje batalionu były prowadzone niemieckie natarcia, szczególnie ciężkie walki prowadził kombinowany batalion piechoty, ponosząc przy tym znaczne straty. 21 września prowadzono drobne walki obronne przez batalion. 22 września pozycje batalionu były ostrzeliwane przez artylerię niemiecką. 23 i 24 września rejon obrony batalionu stał się celem nalotów lotnictwa niemieckiego. Ponownie 25 września w dużo większej skali cała Warszawa i wszystkie pozycje obrońców były ostrzeliwane przez artylerię niemiecką i bombardowane przez lotnictwo. 25 i 26 września na sąsiednie sektory Grochów, Saską Kępę były prowadzone niemieckie natarcia. 26 września sektor Utrata, w tym pozycje batalionu kombinowanego były silnie ostrzeliwane przez niemiecką artylerię. Niemieckie natarcie 26 września i nocą 26/27 września na folwarki Dotrzyma i Antoniów, zostały odparte ogniem piechoty sektora Utrata, w tym batalionu kombinowanego. 28 września garnizon Warszawy skapitulował, wśród nich żołnierze pozostałości 5 batalionu strzelców.

#### Działania na Lubelszczyźnie
Część 5 batalionu strzelców dotarła do Wiązowni, skąd pomaszerowała dalej na południe. W rejonie Mińska Mazowieckiego i Siennicy część 5 bs maszerująca wraz z Nowogródzką BK toczyła walki z oddziałami niemieckiej Dywizji Pancernej „Kempf”. Następnie przeszła za rzekę Wieprz, gdzie została podporządkowana dowództwu Frontu Północnego. Pozostałość 5 bs w rejonie Zamościa została włączona w skład Kombinowanej Brygady Kawalerii płk. Adama Bogorii-Zakrzewskiego. Część 5 bs uczestniczyła w walkach w rejonie Zamościa i Tomaszowa Lubelskiego, wielu żołnierzy poległo i wielu zostało rannych, większa część jego składu dostała się do niewoli, głównie sowieckiej. Bliższych informacji na temat szczegółowych walk tej części 5 bs, brak.   

### Obsada personalna 5 bs
Dowództwo batalionu
- dowódca batalionu - mjr Piotr Perucki
- adiutant - kpt. Władysław Komorek
- oficer gospodarczy - kpt. Czesław Henryk Szymankiewicz
- oficer żywnościowy - ppor. Antoni Sikorski

Pododdziały:
- dowódca 1 kompanii strzeleckiej - por. Konstanty Stanisław Turczak
  - dowódca I plutonu - ppor. Marian Józef Harhała
  - dowódca II plutonu - ppor. rez. Tadeusz Krezmowski
  - dowódca III plutonu - ppor. rez. Bernard Menkes
- dowódca 2 kompanii strzeleckiej - kpt. Stanisław Konstanty Sadkowski
  - dowódca I plutonu - ppor. rez. Riffler
  - dowódca II plutonu - ppor. rez. Jan Cegiełka
  - dowódca III plutonu - ppor. rez. Jan Grad
- dowódca 3 kompanii strzeleckiej - por. Aleksander Karol Kopcewicz
  - dowódca I plutonu - ppor. rez. Józef Szczygieł
  - dowódca II plutonu - ppor. rez. Bolesław Błażejczyk
  - dowódca III plutonu - ppor. Czesław Pepłowski
- dowódca kompanii ckm - kpt. Oskar Juliusz Fink
  - dowódca I plutonu - ppor. rez. Karol Laskowski
  - dowódca II plutonu - chor. Jan Bolesław Cywiński
  - dowódca III plutonu -
  - dowódca IV plutonu (taczanek) - ppor. rez. Andrzej Ziółkowski
  - dowódca plutonu moździerzy - por. Franciszek Skwarczyk
- dowódca plutonu zwiadowców - ppor. Władysław Brynas
- dowódca plutonu przeciwpancernego - ppor. Feliks Adam Guzowski
- dowódca plutonu pionierów - plut. Zybowski
- dowódca plutonu łączności - NN